# Хенриета Доротея фон Хесен-Дармщат
Хенриета Доротея фон Хесен-Дармщат (на немски: Henriette Dorothea von Hessen-Darmstadt) е принцеса от Хесен-Дармщат и чрез женитба графиня на Валдек-Пирмонт.

## Биография
Родена е на 14 октомври 1641 година в Дармщат. Тя е дъщеря на ландграф Георг II фон Хесен-Дармщат (1605 – 1661) и съпругата му принцеса София Елеонора Саксонска (1609 – 1671), дъщеря на курфюрст Йохан Георг I от Саксония.
Хенриета Доротея фон Хесен-Дармщат се омъжва на 10 ноември 1667 г. в Мерлау за граф Йохан II фон Валдек-Пирмонт (1623 – 1668), син на граф Кристиан фон Валдек-Вилдунген и графиня Елизабет фон Насау-Зиген. Тя е втората му съпруга. Бракът е бездетен.
Умира на 31 години на 22 декември 1672 г. в Ландау и е погребана там.